# روزا ماريا بيانكي
روزا ماريا بيانكي (بالإسبانية: Rosa María Bianchi)‏ هي ممثلة مكسيكية أرجنتينية المولد (من مواليد 18 فبراير 1948 في بوينس آيرس )

## روابط خارجية
- روزا ماريا بيانكي على موقع IMDb (الإنجليزية)
- روزا ماريا بيانكي على موقع ألو سيني (الفرنسية)
- روزا ماريا بيانكي على موقع أول موفي (الإنجليزية)
- روزا ماريا بيانكي على موقع قاعدة بيانات الفيلم (الإنجليزية)
- روزا ماريا بيانكي على موقع كينوبويسك (الروسية)